# 305-мм гаубиця зразка 1939 року (Бр-18)
305-мм гаубиця зразка 1939 року (Бр-18, Індекс ГРАУ - 52-Г-725) — радянська гаубиця особливої потужності. Головний конструктор - І. І. Іванов. Має однаковий з Бр-17 лафет.

## Характеристики та властивості боєприпасів
Маса снаряда - 330 кг. Дальність стрільби - 16,58 км. Максимальна дальність - 16,580 м. Маса в бойовому положенні : 45700 кг. Кут підвищення до +70°. Кут повороту	90°

## Бойове застосування
Застосовувалися при обороні Ленінграду в 1941-1944 роках. За свідченнями очевидців, ефект від розриву їх снарядів був настільки значним, що при цьому переверталися догори днищем німецькі танки.